# Europese standaardreeks
Om te achterhalen op welke stof iemand een contacteczeem heeft ontwikkeld, zal men plakproeven uitvoeren. Vaak wordt als routine getest met de Europese standaardreeks. Deze reeks bestaat uit die stoffen, die in Europa de meeste allergische reacties veroorzaken, en wordt samengesteld door de European Society of Contact Dermatitis.
De Europese standaardreeks bestaat uit de volgende stoffen:
- Kaliumdichromaat: chroom
- Neomycinesulfaat: een aminoglycoside antibioticum
- Thiurammix: bevat 4 thiuramverbindingen, rubberbestanddelen: dipentamethyleenthiuramdisulfide; tetraethylthiuramdisulfide; tetramethylthiuramdisulfide; tetramethylthiurammonosulfide
- Parafenyleendiamine: zwarte kleurstof in haarverf, tatoeages en rubber
- kobaltchloride: het metaal kobalt, zie ook: kobaltallergie
- Benzocaïne: een lokaal anestheticum
- Formaldehyde: een conserveermiddel
- Colofonium: een boomhars
- Clioquinol (Vioform): een antibioticum
- Myroxylon pereirae:Perubalsem
- N-isopropyl-n-fenyl-parafenyleendiamine (IPPD)
- Lanoline (wolvet): een emulgator in zalven en cosmetica.
- Mercaptomix: bevat 4 thiazoolverbindingen, rubberbestanddelen: N-cyclohexylbenzothiazylsulfenamide; mercaptobenzothiazool; dibenzothiazyldisulfide; morfolinylmercaptobenzothiazool
- Epoxyhars
- parabenenmix: bevat 4 parabenen, conserveermiddel: methyl-4-hydroxybenzoaat; ethyl-4-hydroxybenzoaat; propyl-4-hydroxybenzoaat; butyl-4-hydroxybenzoaat
- para-tert-butylfenol formaldehydehars (PBTFR): veelgebruikt in schoenlijm
- Parfum-mix bevat 8 geurstoffen: Eugenol, Isoeugenol, Hydroxycitronellal,  Eikenmosextract, Geraniol, α-Amylkaneelaldehyde, Kaneelaldehyde en Kaneelalcohol. Zie ook Parfumallergie
- Quaternium-15: een conserveermiddel
- Nikkelsulfaat: nikkel, zie ook: nikkelallergie
- Methylchloorisothiazolinon en methylisothiazolinon (Kathon CG): een conserveermiddel
- Mercaptobenzothiazool: een rubberbestanddeel, zit ook in de mercaptomix.
- Sesquiterpeenlacton mix (SL-mix): een mengsel van 3 stoffen uit planten van de Composietenfamilie: alantolacton; dehydrocostuslacton en costunolide
- Primine: een stof uit sleutelbloemen
- Budesonide: een corticosteroïde-geneesmiddel, zie ook steroïdallergie
- Tixocortolpivalaat: een ander corticosteroïde, zie ook steroïdallergie
- Methyldibroomglutaronitril (MDBGN, ook bekend onder de merknaam Euxyl K 400) is een conserveermiddel in allerlei cosmetica, zoals zonnebrandcrème.